# جمال زيدان
جمال زيدان، لاعب كرة القدم دولي جزائري، لعب لنهائيات كأس العالم لكرة القدم عامي 1982 و1986 بإسبانيا والمكسيك.

## وصلات خارجية
- جمال زيدان على موقع الاتحاد الدولي (مؤرشف)  (الإنجليزية)
- جمال زيدان على موقع قاعدة بيانات كرة القدم.إي يو (الإنجليزية)
- جمال زيدان على موقع ناشيونال فوتبول تيمز (الإنجليزية)
- جمال زيدان على موقع عالم كرة القدم.نت (الإنجليزية)